# カイヌー県
カイヌー県（カイヌーけん、フィンランド語: Kainuu、スウェーデン語: Kajanaland）は、フィンランドの行政区。
北、西には北ポフヤンマー県、南西には北サヴォ県、南東に北カルヤラ県、そして東はロシア連邦国境につながっている。
県庁所在地はカヤーニ。面積は23,000km2、およそ72,000人の人口である。
カイヌー県は林野、丘陵などが多く、湖畔も多い地域であり、その土地のほとんどが人のすまない森林であるが、気候は安定している。
カイヌー県はもともとサーミ人がこの土地柄を生かした狩猟や漁業を行い住んでいたものと思われる。1600年代、フィンランド提督ペル・ブラーヘは東方のロシア人の脅威への対策と開拓の停滞を防ぐため、税の免除を行いこの県の人口を増加させた。カイヌー県への移民は主にサヴォ州から来たものであった為、カイヌー県の方言はサヴォ地方の方言とよく似ている。
主に農業ぐらいしか職が無いためにこの地域の人口は逓減している。この地域は林業も多く就職者の8%は林業従事者である。またフィンランド国防軍の基地がカヤーニの近くに位置している。
2016年1月1日にカヤーニ郡に属していたヴァーラが隣県の北ポフヤンマー県オウルンカーリ郡に移管された。

## 自治体
カイヌー県は、2つの郡を持ち、その下に8つの自治体がある。新しいところでは、この県は連邦制を実験している。自治体は独立しているものの、この独立は自治体の責任で福祉権利の独立などが議論され、多くの行政を行うには単位が小さいと考えられる。カイヌー県の自治体はテストモデルであり、福祉と、その他のサービスは県レベルで行っている。
| カヤーニ郡: - カヤーニ(Kajaani) - パルタモ(Paltamo) - リスティヤルヴィ(Ristijärvi) - ソトカモ(Sotkamo) | ケヒュス＝カイヌー郡: - ヒュリンサルミ(Hyrynsalmi) - クフモ(Kuhmo) - プオランカ(Puolanka) - スオムッサルミ(Suomussalmi) |